# Gaius Rubellius Blandus
Gaius Rubellius Blandus (* in Tibur; † nach 42 n. Chr.) war ein römischer Senator der frühen Kaiserzeit und gehörte zur Familie der Rubellier.

## Karriere
Rubellius stammte aus Tibur; seine Familie gehörte ursprünglich dem Ritterstand an. Seine politische Karriere begann er unter dem Prinzipat des Augustus 1 n. Chr. als quaestor Augusti. 6 n. Chr. war er Militärtribun, 11 n. Chr. Prätor und 18 n. Chr. Suffektkonsul. Tacitus erwähnt, dass er 20 n. Chr. im Senat beantragte, Aemilia Lepida, die Frau des Germanicussohnes Drusus, zu verbannen, und im folgenden Jahr gegen die Verbannung des Dichters Clutorius Priscus stimmte.

## Familie
Im Jahr 33 heiratete er Iulia Livia, als Tochter des jüngeren Drusus Enkelin des Kaisers Tiberius und Witwe des Nero Caesar. Eines seiner Kinder war vermutlich Rubellia Bassa. 35/36 n. Chr. war Rubellius Blandus Prokonsul der Provinz Africa. Nach seiner Rückkehr gehörte er mit anderen Angehörigen des Kaiserhauses zu einer Kommission, die sich um die durch einen Brand auf dem Aventin angerichteten Schäden kümmerte. Er amtierte ebenfalls als Pontifex.
Aus der Ehe mit Iulia Livia hatte Rubellius mehrere Kinder, von denen ein Sohn als Kleinkind starb. Ein Sohn, Rubellius Plautus, wurde 62 n. Chr. hingerichtet, als Gerüchte laut wurden, er plane eine Revolte gegen Nero. Ein weiterer Sohn wurde von Juvenal für seinen aristokratischen Dünkel verspottet: „Jetzt rede ich über dich, Rubellius Blandus, du bist so voll von Dünkel durch deine hohe Abstammung von den Nachfahren des Drusus, als ob du selbst etwas gemacht hättest, wodurch du geadelt bist.“